# Johannes Paulus Lotsy
Johannes Paulus Lotsy, skrivs även Jan Paulus Lotsy, född 11 april 1867 i Dordrecht, död 17 november 1931 i Voorburg, var en nederländsk botaniker, evolutionsbiolog och genetiker.

## Akademisk karriär
Lotsy studerade botanik vid Göttingens universitet mellan 1886 och 1890. Han disputerade 1890 på en avhandling om lavar i Tyskland. Under perioden 1890-1895 undervisade han vid Johns Hopkins University i USA. Mellan 1895 och 1890 vistades han på Java där han studerade bl.a. utsöndringen av kinin hos växter inom släktet Cinchona. Efter att ha återvänt till Nederländerna fick han anställning vid Universitetet i Leiden 1904 och blev 1906 föreståndare för Rijksherbarium. 1919 grundade han den vetenskapliga tidskriften Genetica.
Vid Lotsys död 1931 beskrev tidskriften Nature i sin dödsruna honom som en av de ledande forskarna på områdena evolution och ärftlighet.

## Forskning
Lotsy var en tidig förespråkare av ett artbegrepp baserat uteslutande på organismers genetiska likhet, istället för att indela organismer i arter baserat på yttre likheter dem emellan. Arter som i Linnés efterföljd avgränsats endast genom beaktande av morfologiska aspekter, menade Lotsy inte var några riktiga arter. Han förespråkade därför att dessa istället borde betecknas "linnéonter".
Han menade vidare att nya arter bildas genom hybridisering; en teori som han först framlade i verket Evolution by Means of Hybridization, som väckte stor uppmärksamhet när det kom ut 1916. Lotsy förkastade däremot tanken att mutationer skulle kunna leda till att nya arter bildades. Enligt honom kunde mutationer, som var misstag i kopieringen av arvsmassan, aldrig leda till annat än negativa resultat för de organismer som drabbades. Däremot kunde korsningar mellan olika arter skapa nya, funktionella genkombinationer som, genom ”finslipning” av det naturliga urvalet, kunde ge upphov till nya, livskraftiga arter. Lotsy grundade denna teori på resultat han erhållit genom experiment med korsning av lejongapsväxter. Bland forskare som tog intryck av hans idéer om artbildning genom hybridisering kan nämnas den svenske botanikern och genetikern Nils Heribert Nilsson.